# Litoria coplandi
Espèce
Synonymes
- Hyla coplandi Tyler, 1968

Statut de conservation UICN

 LC  : Préoccupation mineure
Litoria coplandi est une espèce d'amphibiens de la famille des Pelodryadidae.

## Répartition
Cette espèce est endémique du Nord de l'Australie. Elle se rencontre à basse altitude sur 719 200 km2 :
- en Australie-Occidentale dans la région de Kimberley ;
- dans le nord du Territoire du Nord dans la Terre d'Arnhem ;
- dans l'extrême Nord-Ouest du Queensland.

## Description
Les mâles mesurent de 29 à 36 mm et les femelles de 39 à 42 mm.

## Étymologie
Cette espèce est nommée en l'honneur de Stephen John Copland.

## Publication originale
- Tyler, 1968 : A taxonomic study of hylid frogs of the Hyla lesueuri complex occurring in north-western Australia. Records of the South Australian Museum, vol. 15, p. 711-728.